# Zalagyömörő
Zalagyömörő là một thị trấn thuộc hạt Veszprém, Hungary. Thị trấn này có diện tích 11,11 km², dân số năm 2010 là 436 người, mật độ 39 người/km².